# Nokia 5300
Nokia 5300 XpressMusic là 1 dòng điện thoại di động của hãng Nokia, điện thoại slider cho phép người sử dụng nghe nhạc chỉ thông qua 1 nút bấm. Nó chính là thế hệ đầu tiên của dòng điện thoại chơi nhạc XpressMusic do hãng điện thoại Phần Lan sản xuất.
Điểm yếu duy nhất của Nokia 5300 XpressMusic (nghe nhạc tốc hành) này là: bộ nhớ trong quá hạn hẹp (chỉ có 5MB), nhưng để bù lại khuyết điểm đó thì Nokia đã cho 5300 mở rộng bộ nhớ tối đa lên tới 2GB bằng thẻ T-flash.